# Circonscription de Oued Eddahab
La circonscription de Oued Eddahba est une circonscription législative marocaine de la province d'Oued ed Dahab située en région Dakhla-Oued Ed Dahab. Elle est représentée dans la Xe législature par Mohammed El Amine Daiedda et Azzouha Elarrak.

## Historique des députations
| Législature | Début de mandat  | Fin de mandat    | Députés élus | Députés élus                   | Députés élus | Députés élus          |
| ----------- | ---------------- | ---------------- | ------------ | ------------------------------ | ------------ | --------------------- |
| IXe         | 26 novembre 2011 | 7 octobre 2016   |              | Brahim Takadi (USFP)           |              | Abdellah Akfas (PJD)  |
| Xe          | 8 octobre 2016   | 8 septembre 2021 |              | Mohammed El Amine Daiedda (MP) |              | Azzouha Elarrak (PJD) |
| XIe         | 9 septembre 2021 | ?                |              | Ynja Khattat (PI)              |              | Mbarek Hmia (RNI)     |

## Historique des élections

### Découpage électoral d'octobre 2011

#### Élections de 2016
| Parti       | Parti                                                       | Voix   | %      | Député(s) élus            |  |
| ----------- | ----------------------------------------------------------- | ------ | ------ | ------------------------- |  |
|             | Mouvement populaire (MP)                                    | 6 619  | 32,83  | Mohammed El Amine Daiedda |  |
|             | Parti de la justice et du développement (PJD)               | 5 979  | 29,66  | Azzouha El Arrak          |  |
|             | Parti de l'Istiqlal (PI)                                    | 2 674  | 13,26  |                           |  |
|             | Union socialiste des forces populaires (USFP)               | 2 134  | 10,59  |                           |  |
|             | Parti du progrès et du socialisme (PPS)                     | 1 028  | 5,10   |                           |  |
|             | Front des forces démocratiques (FFD)                        | 561    | 2,78   |                           |  |
|             | Parti du centre social (PCS)                                | 176    | 0,87   |                           |  |
|             | Fédération de la gauche démocratique (FGD)                  | 163    | 0,81   |                           |  |
|             | Union constitutionnelle (UC)                                | 143    | 0,71   |                           |  |
|             | Mouvement démocratique et social (MDS)                      | 135    | 0,67   |                           |  |
|             | Parti des Néo-Démocrates (PND)                              | 114    | 0,57   |                           |  |
|             | Parti de la renaissance et de la vertu (PRV)                | 90     | 0,45   |                           |  |
|             | Parti de l'environnement et du développement durable (PEDD) | 72     | 0,36   |                           |  |
|             | Parti de la liberté et de la justice sociale (PLJS)         | 60     | 0,30   |                           |  |
|             | Parti de la réforme et du développement (PRD)               | 55     | 0,27   |                           |  |
|             | Parti de l'Espoir (PE)                                      | 40     | 0,20   |                           |  |
|             | Parti de l'unité et de la démocratie (PUD)                  | 37     | 0,18   |                           |  |
|             | Parti travailliste (PT)                                     | 32     | 0,16   |                           |  |
|             | Parti démocratique de l'indépendance (PDI)                  | 24     | 0,12   |                           |  |
|             | Parti de la gauche verte (PGV)                              | 24     | 0,12   |                           |  |
|             |                                                             |        |        |                           |  |
| Inscrits    | Inscrits                                                    | 40 653 | 100,00 |                           |  |
| Abstentions | Abstentions                                                 | 20 493 | 50,41  |                           |  |
| Exprimés    | Exprimés                                                    | 20 160 | 49,59  |                           |  |

#### Élections de 2021
| Parti       | Parti                                                       | Voix   | %      | Député(s) élus |  |
| ----------- | ----------------------------------------------------------- | ------ | ------ | -------------- |  |
|             | Parti de l'Istiqlal (PI)                                    | 11 611 | 43,08  | Ynja Khattat   |  |
|             | Rassemblement national des indépendants (RNI)               | 6 497  | 24,11  | Mbarek Hmia    |  |
|             | Parti authenticité et modernité (PAM)                       | 2 007  | 7,45   |                |  |
|             | Parti de l'Espoir (PE)                                      | 1 942  | 7,21   |                |  |
|             | Parti du progrès et du socialisme (PPS)                     | 1 745  | 6,47   |                |  |
|             | Parti de la société démocratique (PSD)                      | 564    | 2,09   |                |  |
|             | Parti de la justice et du développement (PJD)               | 530    | 1,97   |                |  |
|             | Parti du centre social (PCS)                                | 266    | 0,99   |                |  |
|             | Union socialiste des forces populaires (USFP)               | 217    | 0,81   |                |  |
|             | Parti de la renaissance et de la vertu (PRV)                | 215    | 0,80   |                |  |
|             | Parti de l'environnement et du développement durable (PEDD) | 211    | 0,78   |                |  |
|             | Parti marocain libéral (PML)                                | 172    | 0,64   |                |  |
|             | Mouvement démocratique et social (MDS)                      | 167    | 0,62   |                |  |
|             | Parti des Néo-Démocrates (PND)                              | 157    | 0,58   |                |  |
|             | Parti de la réforme et du développement (PRD)               | 143    | 0,53   |                |  |
|             | Parti de la renaissance (PAN)                               | 131    | 0,49   |                |  |
|             | Parti de la liberté et de la justice sociale (PLJS)         | 111    | 0,41   |                |  |
|             | Parti de l'équité (PRE)                                     | 86     | 0,32   |                |  |
|             | Parti vert marocain (PVM)                                   | 81     | 0,30   |                |  |
|             | Parti démocratique de l'indépendance (PDI)                  | 52     | 0,19   |                |  |
|             | Parti travailliste (PT)                                     | 46     | 0,17   |                |  |
|             |                                                             |        |        |                |  |
| Inscrits    | Inscrits                                                    | 48 902 | 100,00 |                |  |
| Abstentions | Abstentions                                                 | 21 539 | 44,42  |                |  |
| Exprimés    | Exprimés                                                    | 26 951 | 55,58  |                |  |